# Pachycerianthus borealis
Espèce
Pachycerianthus borealis est une espèce de la famille des Cerianthidae.

## Systématique
Le nom valide complet (avec auteur) de ce taxon est Pachycerianthus borealis (Verrill, 1873).
L'espèce a été initialement classée dans le genre Cerianthus sous le protonyme Cerianthus borealis Verrill, 1873.
Pachycerianthus borealis a pour synonymes :
- Cerianthus borealis Verrill, 1873
- Cerianthus verrillii McMurrich, 1910

## Publication originale
- Verrill, A. E. (1873). XVIII. Report upon the invertebrate animals of Vineyard Sound and the adjacent waters, with an account of the physical characters of the region. Report on the condition of the sea fisheries of the south coast of New England [later becomes Reports of the United States Commissioner of Fisheries]. 1: 295-778  pls. 1-38. lire